# Ivan Dychko
Ivan Dychko (n. 11 august 1990, Rudnyi⁠(d), RSS Kazahă, URSS) este un boxer ce a reprezentat Kazahstan, medaliat olimpic. A participat la 2 ediții ale Jocurilor Olimpice (2012, 2016) în care a câștigat două medalii de bronz.